# 陈洪 (宦官)
陈洪（？年—？年），嘉靖時为御用监太监，隆庆時由内阁大学士高拱所推荐，担任司礼监掌印太监。

## 生平
嘉靖年间，为御用监太监。
隆庆三年（1569年），任司礼监掌印太监。
隆庆年间，因贪肆罢免，由尚膳监孟冲替代。